# Havlíčkovy sady
Havlíčkovy sady neboli Gröbovka či Grébovka je park smíšeného novorenesančního a novoromantického pojetí v Praze 2 na Vinohradech, nedaleko Vršovic a Nuslí. Na severu je ohraničen ulicemi U Havlíčkových sadů a Rybalkovou a na jihu potokem Botič. Park se rozkládá v nadmořské výšce 200–245 m a má výměru 11 ha, z toho 1,7 ha zabírá vinice. Vznikl v letech 1871–1888 jako zahrada Gröbovy vily (čp. 58), kterou si nechal postavit pražský průmyslník Moritz Gröbe, společník firmy Lanna a Šebek. Celkové náklady na vybudování areálu dosáhly 1 760 000 rakousko-uherských korun, což představuje současných cca 500 milionů Kč.
V areálu parku se nachází Gröbeho vila, Pavilon, vinice s Viničním altánem, Grotta a usedlosti Horní a Dolní Landhauska. Nedávno[kdy?] je doplnil vinný sklep spolu s dětským hřištěm. V roce 1964 byl areál zapsán jako kulturní památka. Počínaje rokem 1999 je ve správě městské části Praha 2. Vzhledem k celkové zchátralosti areálu přistoupila v roce 2001 městská část Praha 2 k jeho rozsáhlé rekonstrukci, včetně obnovy zeleně a cest. Rekonstrukce areálu byla dokončena roku 2014. Následující rok (2015) získaly provedené úpravy vyznamenání cenou Patrimonium pro futuro, kterou udílí za úspěchy v oblasti památkové péče Národní památkový ústav.

## Historie areálu
Na pozemcích parku se původně nacházely vinice, založené na zdejších slunných stráních ve 13. století. Pevné základy této lidské činnosti však dal až Karel IV. ve 14. století, který se díky svým častým návštěvám ve Francii seznámil s vinohradnictvím a vinařstvím francouzským. Karel IV. nechal také ze zahraničí dovézt ušlechtilou vinnou révu.
První zmínky o zdejším území najdeme z roku 1323, kdy Albert Štuk, měšťan Starého Města pražského, koupil zdejší vinici od opata vilémovského kláštera Jaroslava. Další vinice na území dnešních Havlíčkových sadů patřila počátkem 15. století německým křižovníkům od kostela sv. Benedikta na Starém Městě. V roce 1409 ji od nich koupil s potokem i břehy Petr Meziříčský, měšťan Starého Města a dostala podle něj také jméno Meziříčská. Další malá vinice, která se zde nacházela, se jmenovala Budějovická, nazývaná též Klínek. V roce 1433 ji měšťan Smil Budějovický převedl v rámci dluhů řezníkovi Mikuláši Šerlinkovi. Další vinice se nazývala Cášská.
Území se nevyhnulo válečným událostem. V roce 1420 zde pobývalo vojsko před bitvou pod Vyšehradem. Další zkázu znamenal pobyt vojáků v roce 1448, nepřátelská vojska zde stanula také během třicetileté války a také během válek o rakouské dědictví.
Koncem 16. století a začátkem 17. století vznikla  Horní Landhauska (č.p. 59) a Dolní Landhauska (č.p. 60). V době vzniku se nazývaly Halířovský grunt. Horní Landhauska se původně nalézala v blízkosti místa, kde je dnes Gröbova vila. Po třicetileté válce patřila jezuitskému řádu. Spolu s Dolní Landhauskou sloužil objekt jako letní dům pro nemocné a přestárlé členy řádu. Po jezuitech získal objekt, spolu s přilehlými poli a vinicí, Antonín Haniš z Greifenthalu. Na začátku 19. století přešly tyto nemovitosti do držení Františka Václava Pachty z Rájova a následně do majetku Kašpara Vintra. Dalším majitelem se stal Jakub Wimmer, poté získal nemovitost dvorní rada dr. Josef Lumbe (1801–1879). Lumbe učil na Pražské polytechnice zemědělské disciplíny a působil také jako poslední ředitel této instituce. Nechal Horní i Dolní Landhausku stavebně upravit a část vinice a zahrad přeměnil na sady.

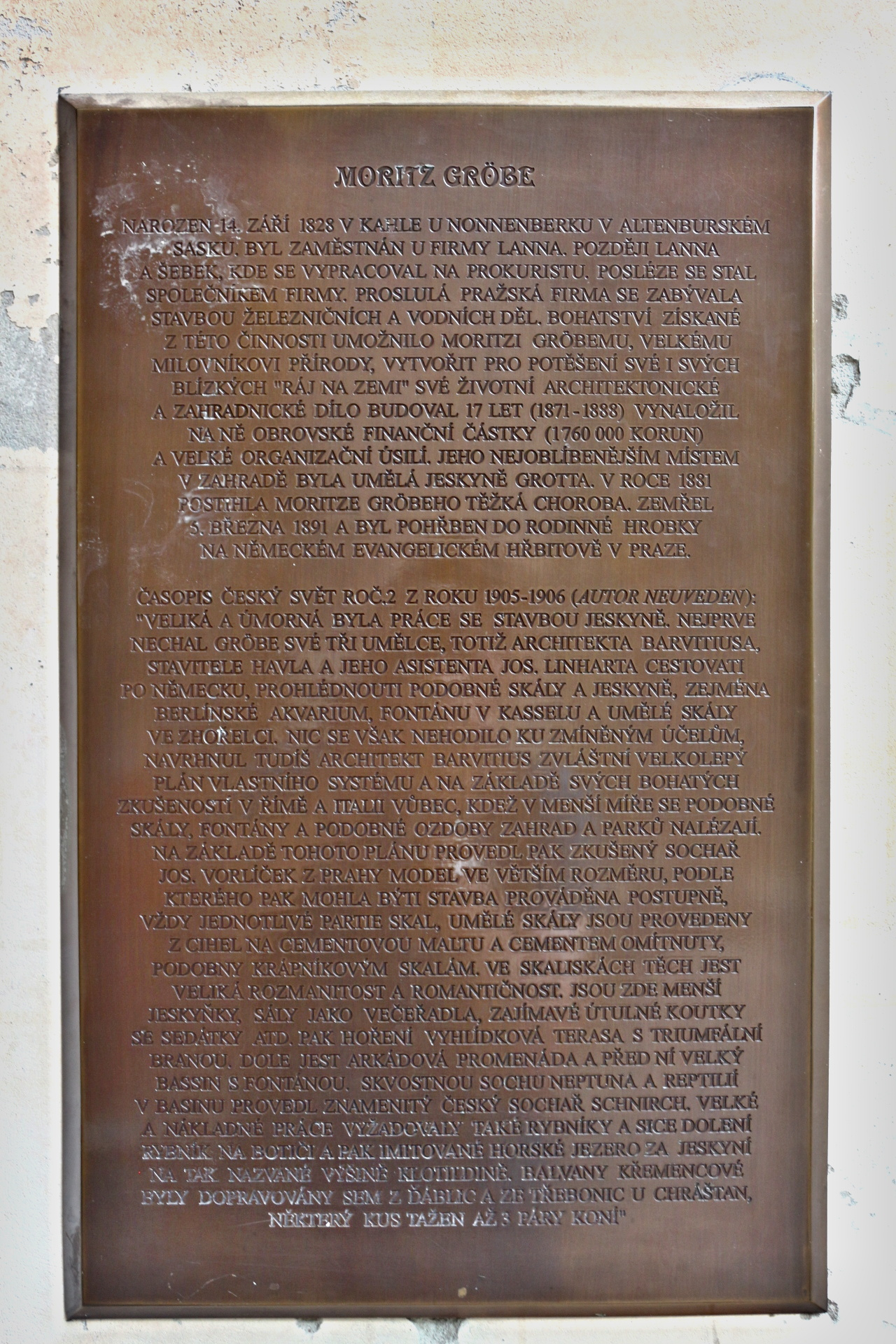
pamětní deska Moritze Gröbeho v areálu parku

V 60. letech 19. století koupil od Lumbeho Dolní Landhausku Moritz Gröbe, následně v roce 1870 koupil i Horní Landhausku a k tomu i části některých zahrad v okolí (vinice Vondračku, Hamáčkovku a Gründwaldku) a rozhodl se na pozemcích vybudovat stavební a krajinářské dílo, které by mu zajistilo věčnou památku. Nejprve nechal na koruně svahu postavit menší vilu podle plánů architekta Aloise Turka (1810–1893) za řízení ing. Daniela z Plzně. Současně došlo k výstavbě ohradních zdí s několika branami. Krátce poté se Gröbe rozhodl o definitivní koncepci celého areálu, novostavbu domu nechal zbořit a na jejím místě dal postavit honosnou dvoupatrový novorenesanční dům „Villa Gröbe“ a upravit celý areál do podoby parku smíšeného novorenesančního a novoromantického pojetí. Při výstavbě vily musel investor provést velmi rozsáhlé terénní úpravy – v některých místech byla zemina a skála odkopána až do výše devíti metrů, další části, včetně bývalého lomu, byly zavezeny horninou vytěženou při stavbě Vinohradského tunelu, kvalitní ornici dovezli ze skrývky při stavbě Hlavního nádraží. Celkem se do sadů navezlo 60 000 koňských povozů zeminy. Výstavba areálu stála Gröbeho téměř milion zlatých.
Po smrti Gröbeho (v roce 1891) jeho dědicové areál neužívali, na jeho údržbu si vydělávali provozováním zahradnictví a od roku 1896 ho zpřístupnili za poplatek veřejnosti. Od roku 1902 však areál majitelé opět znepřístupnili a  pronajali ho císařské rodině Habsburků, pobývala zde například princezna Alžběta (dcera korunního prince Rudolfa a vnučka císaře Františka Josefa I.) se svým manželem Ottou Windisch-Graetzem.

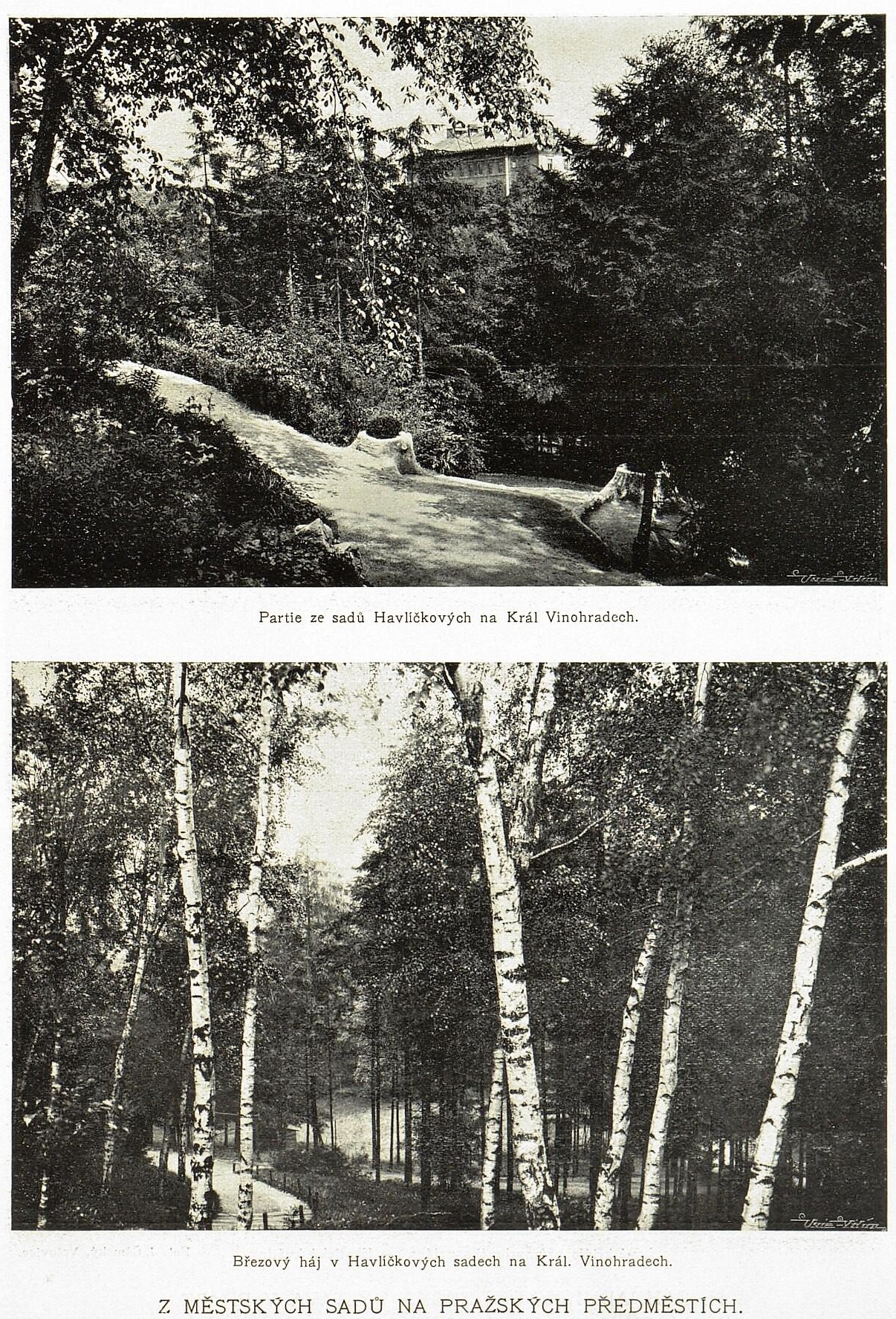
Havlíčkovy sady Praha, 1910

Dědicové nakonec vilu i s pozemky odprodali  za 1 760 000 rakousko-uherských korun v roce 1905 vinohradské obci a ta 16. května 1906 areál zpřístupnila pod názvem Havlíčkovy sady, na počest spisovatele a novináře Karla Havlíčka Borovského. V té době už v okolí stála nová činžovní zástavba a původní odlehlé letní sídlo se ocitlo v centru rezidenční čtvrti. Spojenecké bombardování v únoru 1945 poškodilo objekty i park – do sadů dopadlo několik zápalných bomb. Došlo k poškození především Gröbeho vily – následný požár zcela zničil její střechu, ale také jednotlivá patra. Jedna z bomb dopadla také do těsné blízkosti Horní Landhausky a poničila vinné sklepy, vchodovou bránu, skleníky i Vivárium.
Po konci druhé světové války se postupně přistupovalo k obnově areálu poničeného válkou, problémem byl především nedostatek stavebního materiálu. Došlo k odstranění zbytků skleníků a místo nich vzniklo dětské hřiště. U hlavního vchodu obnovili bránu, v domku vrátného vznikla prodejna novin a tabáku. V letech 1951–1953 došlo i k obnově Gröbeho vily.
Areál po válce převzal údržbu areálu státní podnik Sady, lesy a zahradnictví – došlo mimo jiné k vyasfaltování cest v areálu, celkově však areál chátral. V letech 1973–1975 došlo k nákladné opravě Grotty spolu se sochou Neptuna a fontánou. Po roce 1989 přešel areál do majetku hl. m. Prahy, dále ale chátral a jeho stav veřejnost velmi často kritizovala. V letech 1992–1999 došlo postupně k převodu jednotlivých částí areálu do správy městské části Praha 2. Samotná Gröbeho vila přešla na Prahu 2 až 13. března 1997 a postupně došlo k revitalizaci celého areálu. Rekonstrukce byla ukončena v roce 2013.

## Parková část

### Park

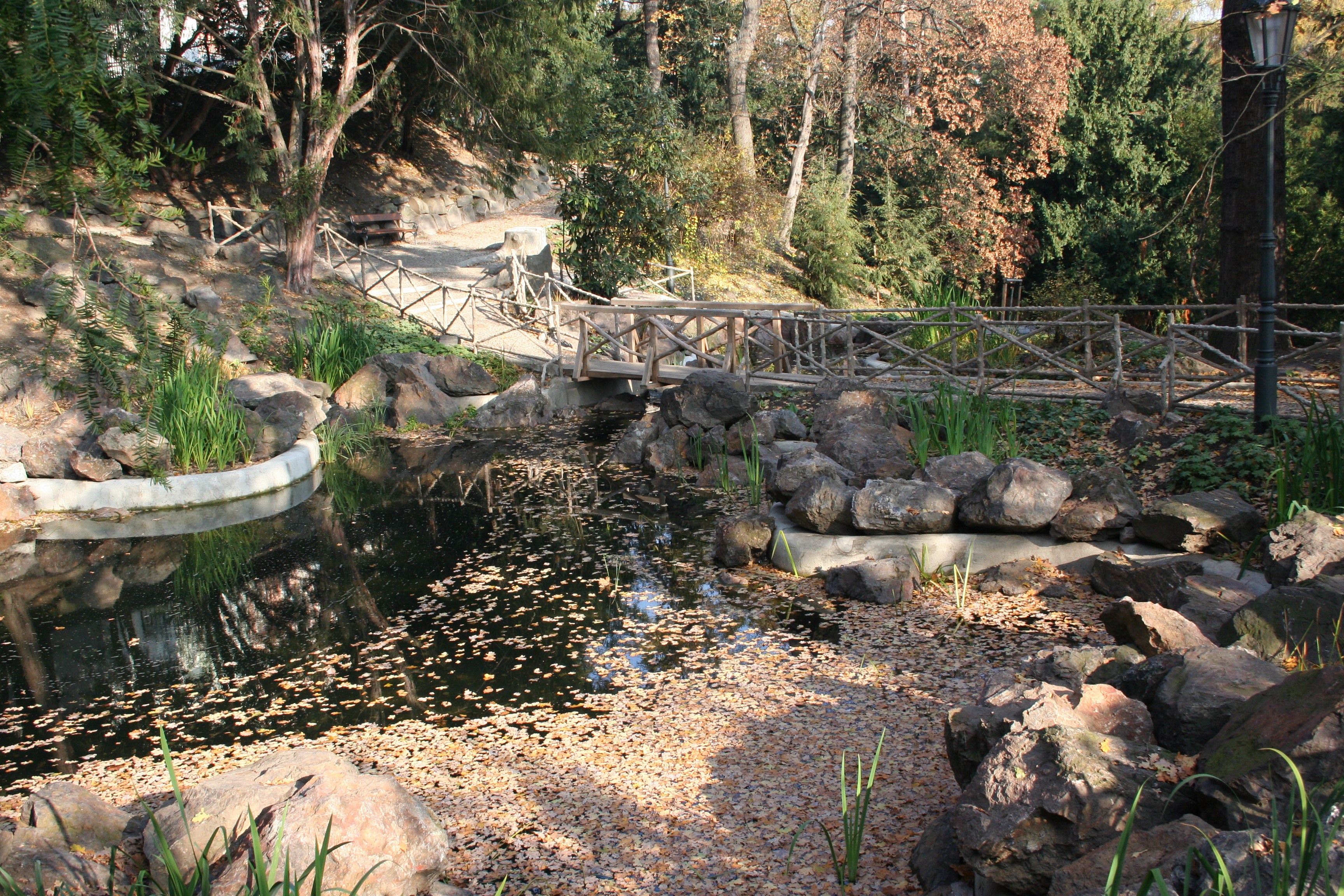
Jezírko v severozápadní části parku

Park je označován za dendrologicky hodnotný. Nachází se zde 120 druhů domácích i exotických dřevin. Mimo jiné zde můžeme najít jinan dvoulaločný a jeho sloupovitý kultivar (Ginkgo biloba, G. b. 'Fastigiata'.), jasan ztepilý a jeho převislý kultivar (Fraxinus excelsior, F e. 'Pendula'.}, břestovec západní, dřezovec trojtrnný, šácholan Soulangeův, svitel latnatý, buk lesní, dub cer dřípený, korkovník amurský, kaštan jedlý, topol balsámový, borovici ohebnou, borovici Schwerinovu a několik druhů lip, javorů, jírovců, dubů, topolů, jeřábů, cypřišků a borovic. Zahradnické úpravy areálu prováděla řada odborníků, například Rudolf Vácha z Hluboké nad Vltavou či Menzer a Pertold z Drážďan. V zahradě žije minimálně 25 druhů ptáků, z nich 12 druhů zde hnízdí. Do parku nechal Gröbe umístit i některá mechanická zařízení, jako například podzemní orchestriony, které začaly hrát po šlápnutí na určité místo. Po zakoupení areálu obcí vinohradskou pečovala o sady tato obec, od vytvoření Velké Prahy 1. ledna 1922 pak ústřední sadový úřad.

### Historické oplocení
Po roce 1989 došlo k rekonstrukci historického zděného oplocení parku včetně obnovy původních bran, domku pro ostrahu parku a k dostavbě nové části plotu. Náklady na rekonstrukci oplocení dosáhly 17 milionů korun. Byl obnoven a doplněn litinový plot podél ulice U Havlíčkových sadů, opravena opěrná zeď u Rybalkovy ulice a plně rekonstruována opuková zeď v západní části parku. Byly též zrekonstruovány všechny brány a umožněno jejich zamykání. Park má 24hodinovou ostrahu a v nočních hodinách je uzavírán.

## Vinice

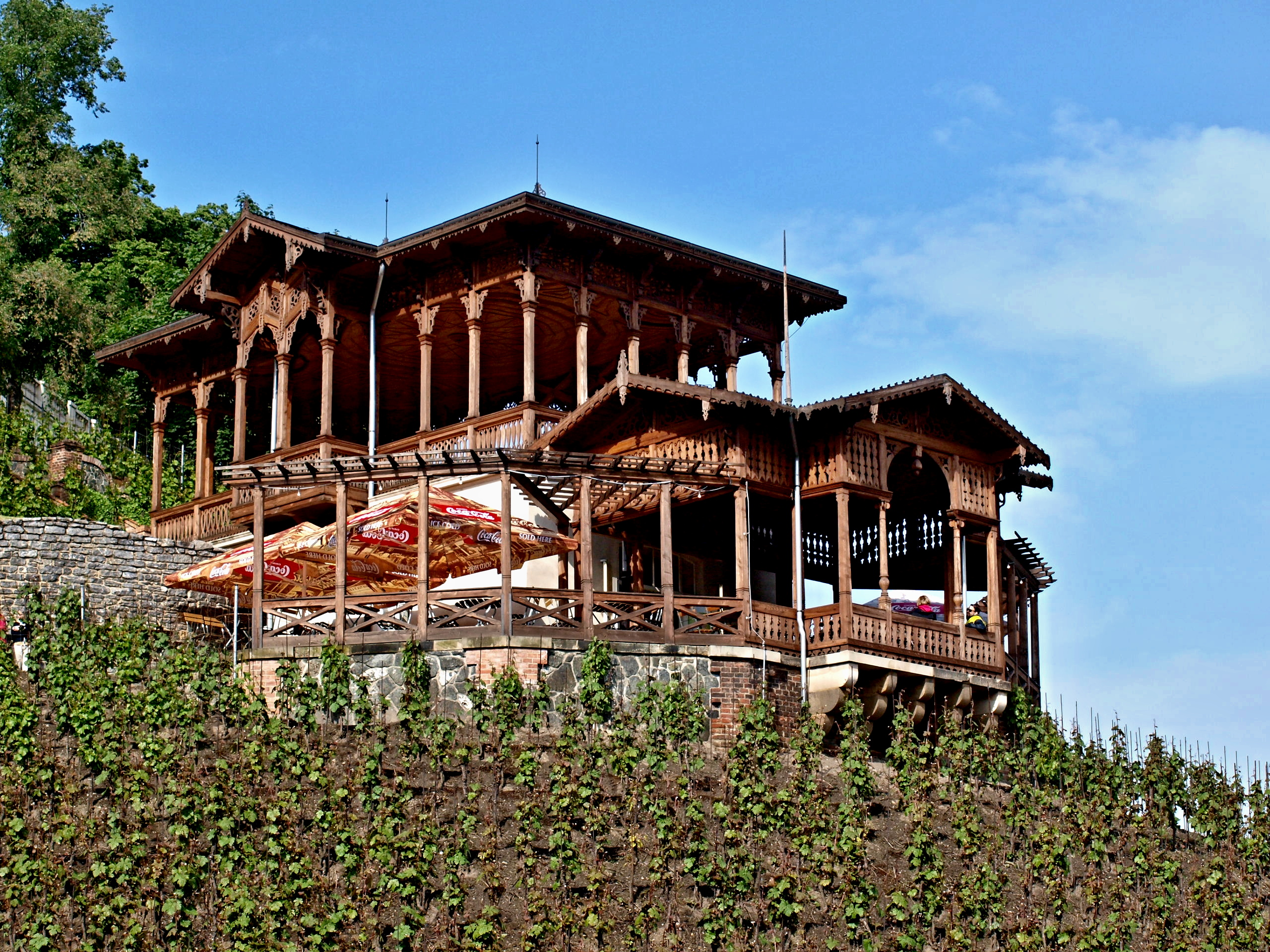
Viniční altán

Památkově chráněná vinice je pozůstatkem bývalých „Hor viničných“. V současné rozloze byla založena při stavbě areálu, v příkrém svahu navýšeném navážkou z vinohradského tunelu. Při vinici byly ve východní části zřízeny též vinné sklepy, jako jejich základ posloužily sklepy pod původní usedlostí Horní Landhauska. Zastřešení sklepů bylo provedeno provizorně, Gröbe zjevně počítal s navýšením ještě o jedno patro, toto navýšení se ale nikdy neuskutečnilo. Před otevřením sadů veřejnosti v roce 1906 dostala vinice samostatné oplocení a později došlo k pronájmu firmě Bradanovič. Vinice se postupně dostávala do špatného stavu a v roce 1926 se uvažovalo o tom, že se zruší a osází ovocnými stromy. Vinici ale převzal sadový úřad a jeho vrchní ředitel Arnošt Černohorský ve spolupráci s vinařem Srbou z Mělníka vinici výrazně zmladil a velmi zlepšil její stav. V roce 1926 ve vinici podsadili 4 000 sazenic a v roce 1935 dalších 2 000 sazenic. Pro nedostatek chlévské mrvy – původního tradičního hnojiva – se od roku 1928 započalo s hnojením pomocí kompostů a kalů z čistírny odpadních vod v Bubenči. Díky těmto zásahům se zvýšila úroda vinice desetkrát.V té době se na vinici pěstovaly následující odrůdy: Burgundské bílé, modré a šedé, chrupka, Portugal, Tramín, Svatovavřinecké, Sylvánské a Ryzlink. Do roku 1933 vedl sadový úřad jak vinici, tak i zpracování hroznů, poté bylo zpracování vína přenecháno firmě Tesařík a Pavela která z nich vyráběla přírodní bílé víno Pražský radniční hrozen a červené Primátorský hrozen. Vinné sklepy v sadech měla tato firma pronajaty do roku 1945.
Víno Radniční hrozen původně radnice Prahy využívala pouze pro pohoštění hostů na radnici a jeho kvalita byla označována jako velmi dobrá. Od roku 1938 byl Pražský radniční hrozen i ve volném prodeji. Na etiketě mělo víno ozdobný znak hlavního města Prahy s budovou radnice. Na konci druhé světové války se v části vinice pěstovala zelenina, při bombardování Prahy došlo k poškození vinice, po válce ji opět obnovili, ale její stav se opět postupně zhoršoval – nedocházelo k omlazování a výnosy klesaly. Před rokem 1989 se začalo opět uvažovat o přeměně vinice na ovocný sad. Vinice trpěla též neustálými vandalskými útoky na oplocení i na úrody hroznů. Od roku 1960 se víno z vinice zpracovávalo též v Českých vinařských závodech Praha-Nusle, působících v nedalekém Nuselském pivovaru.  Známé tam byly zejména značky "Pražský výběr" a "Vino-hradské".
V letech 1992–1993 došlo k obnově vinice na náklady Městské části Praha 2. Bylo opraveno oplocení a vysoká terasovitá zeď v severní části a přístupová cesta. Vinice rozlohu 1,7 ha a ročně produkuje 4 000 litrů vína. Pěstují se zde odrůdy Müller Thurgau, Ryzlink rýnský, Dornfelder, Rulandské šedé a Rulandské modré a od roku 1997 se zde každoročně koná Vinohradské vinobraní. Zde vypěstované Víno z Gröbovky je v prodeji například v přilehlém Viničním altánu.

## Stavby v areálu

### Horní Landhauska

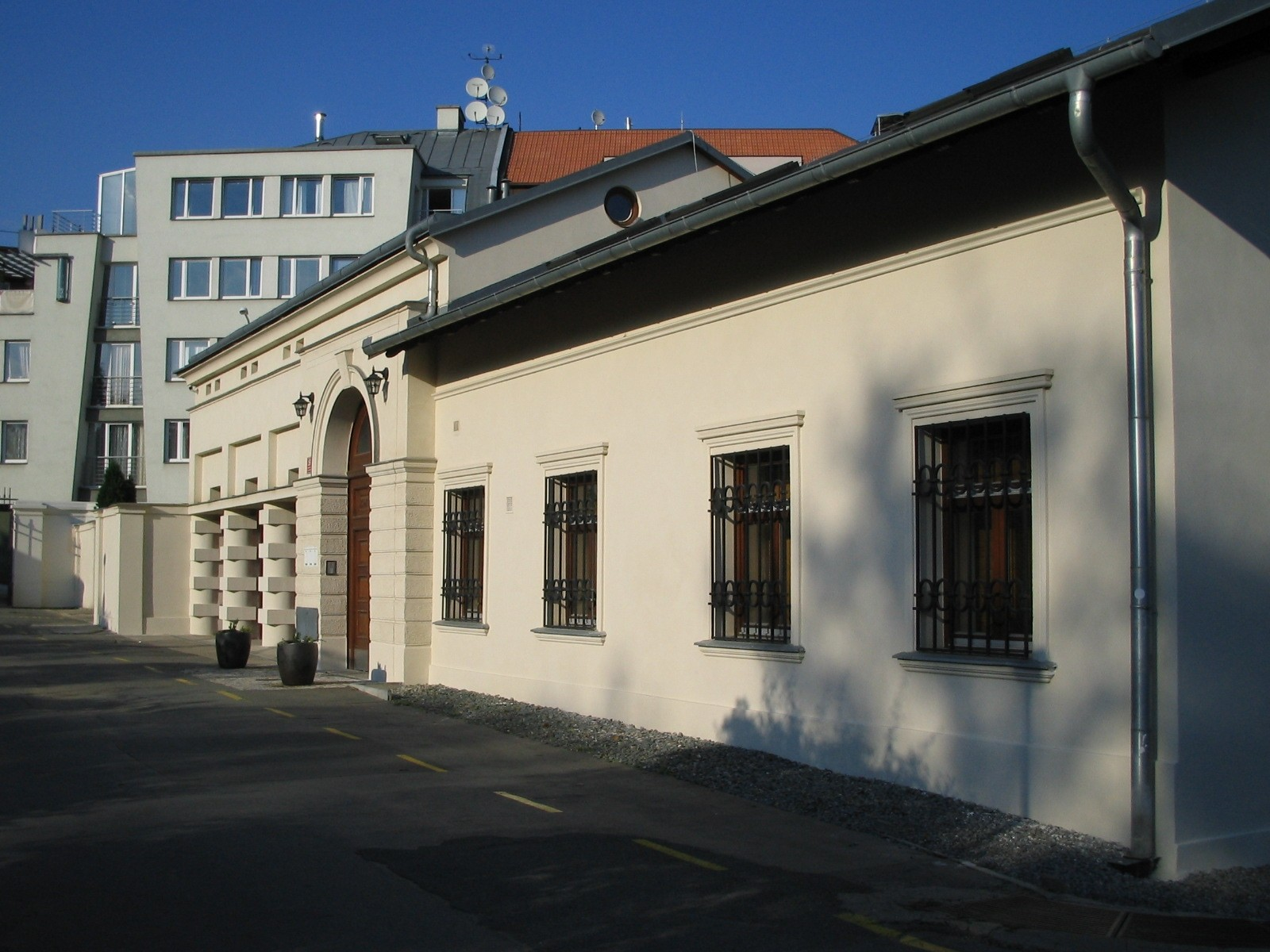
Horní Landhauska

Po druhé světové válce přešel objekt Horní Landhausky do správy Obvodního podniku bytového hospodářství a bylo zde zřízeno několik kanceláří, v severovýchodní části pak fungovaly veřejné záchodky a sklepy měly pronajaty vinařské závody k uskladnění vína.
Po roce 1989 měl objekt Horní Landhausky ve správě OPBH a byl zařazen do privatizace. Dne 14. prosince 1995 získal objekt za vyvolávací cenu 4,5 milionu korun ing. Jan Palata. Ten zahájil rekonstrukční práce, v roce 1996 se neúspěšně pokusil objekt prodat v dražbě a po ní se rozhodl si objekt ponechat a dokončit rekonstrukci. V obytné budově vznikly tři bytové jednotky, otevřené atrium mezi jednotlivými křídly a v čele budovy tři garáže. Majitel také důkladně opravil sklepy, které nyní fungují jako vinné degustační sklepy pod názvem Gallery Winery Gröbovka.

### Dolní Landhauska

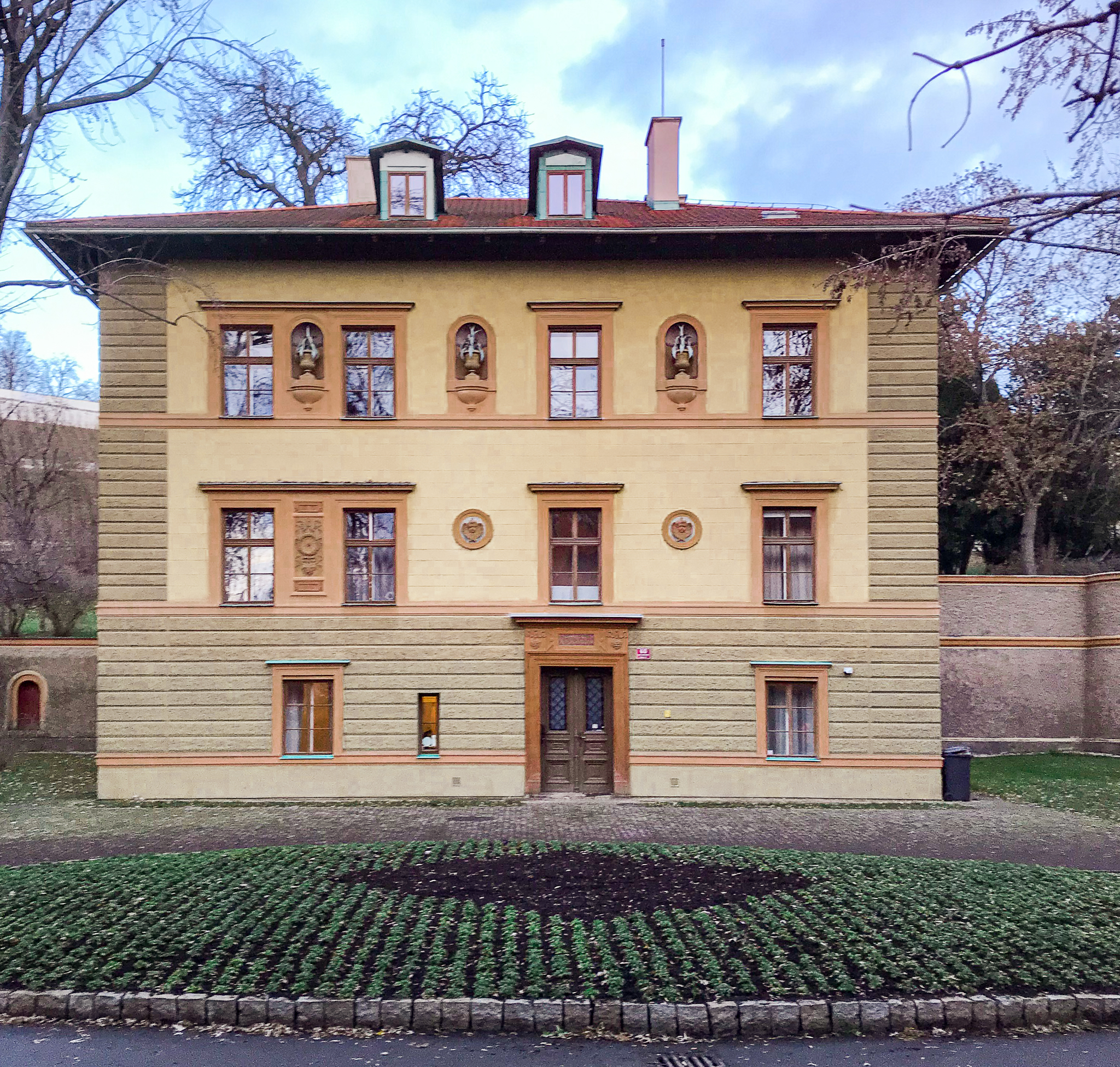
Čelní pohled na průčelí objektu Dolní Landhauska

Při rozsáhlých úpravách areálu Grébovky na konci 19. století došlo ke zboření objektu bývalé usedlosti Dolní Landhauska. Na jeho místě vyrostl v roce 1871, spolu terasovitými zahradami, také novorenesanční dvoupatrový objekt dle návrhu Antonína Barvitia. Objekt je slohově příbuzný s Gröbeho vilou.
Po druhé světové válce přešel objekt Dolní Landhausky do správy Obvodního podniku bytového hospodářství a bylo zde zřízeno sedm bytových jednotek.  V rámci rekonstrukce v roce 2007 získala budova novou střechu a fasádu a došlo i k opravě okolní opěrné zdi.

### Gröbeho vila

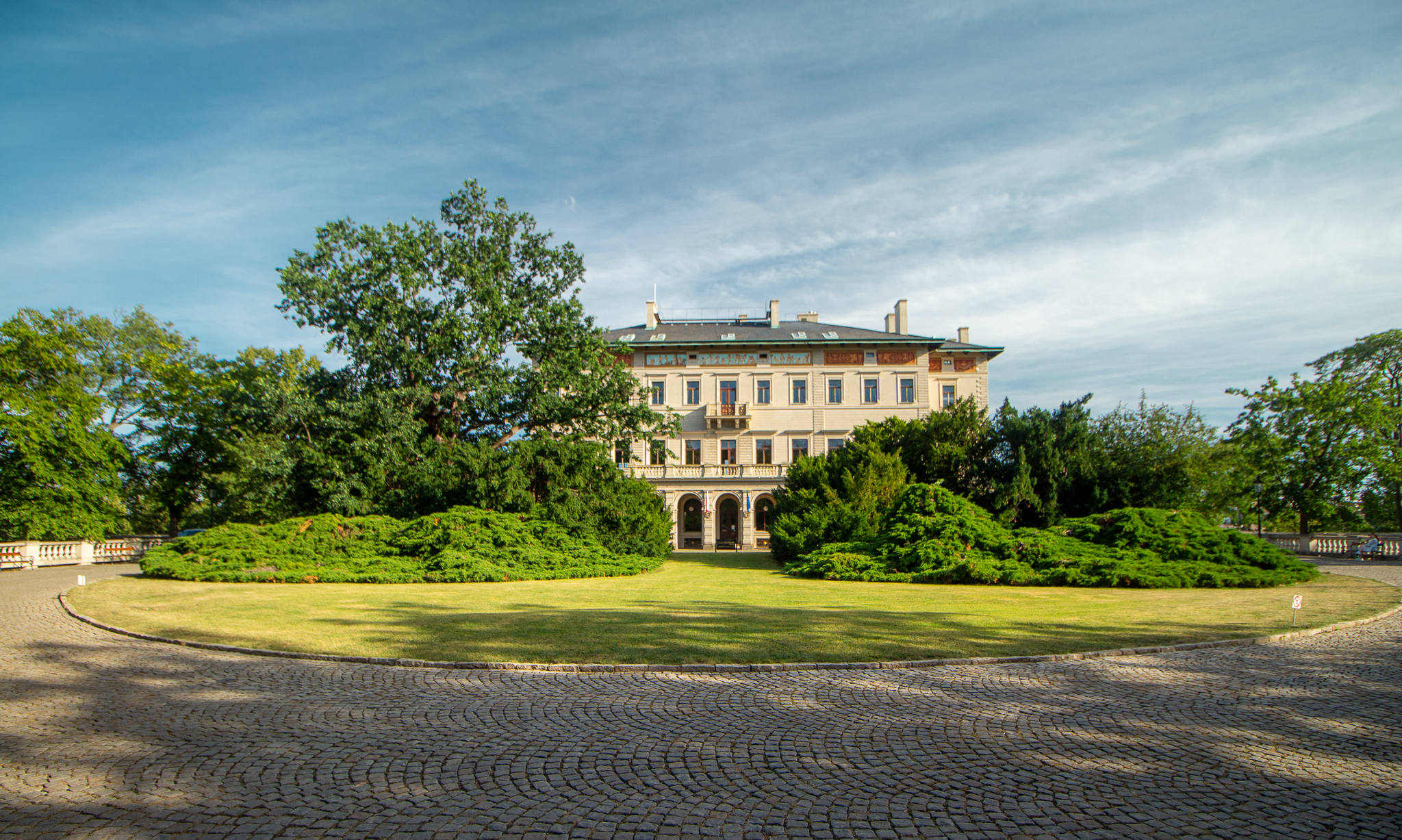
Gröbeho vila po rekonstrukci

Vila Mořice Gröbeho je dvoupatrová novorenesanční vila postavená na náhorní rovině nad údolím Botiče. Tvoří nápadnou dominantu při pohledu od Vršovic a Nuslí a je považována za jednu z nejkrásnějších pražských vil. Její výstavba probíhala v letech 1879–1881 podle projektu Antonína Barvitia, autorem návrhů interiérů byl Josef Schulz, freska na fasádě vytvořil vídeňský malíř Kugler, plastická výzdoba interiérů je dílem sochaře Detema. Stavbu prováděl stavitel František Havel. Architektonicky se tvůrci inspirovali italskými renesančními příměstskými vilami, které sloužily jako letní byty šlechty a duchovenstva. Budova je obdélníková, s mohutným portikem na severní straně a mělkým rizalitem na jižní straně. Na jihu přimyká prostorná terasa, z níž lze sestoupit do vinice dvouramenným schodištěm.

### Viniční altán
Viniční altán (č.p. 58b) je romantická stavba podle projektu Josefa Schulze, který stojí na menší kamenné terase – má dvě úrovně a je sestaven z dřevěných prvků a doplněn symetrickými křídly postranních pergol. Po druhé světové válce došlo k jeho postupné degradaci – s ohledem na nebezpečí zřícení musela být konstrukce nouzově podepřena – v objektu si hrály děti a později zde přebývali bezdomovci.
Viniční altán byl první objekt, který v areálu Grébovky po roce 1989 prošel rekonstrukcí. Práce započaly 15. listopadu 2002 podle projektu ing. arch. Marka Chalupy, ing. arch. Štěpána Chalupy, ing. arch. Tomáše Havlíčka a ing. arch. Ondřeje Tučka, dodavatelem byla Skanska CZ. Dřevěné prvky altánu dodavatel rozebral a vzhledem k jejich stavu nechal zhotovit jejich repliky. Došlo k některým úpravám proti původnímu stavu – zázemí a schodiště skryla nová zeď, vzniklo nové sociální zázemí, podlahy opatřili osvětlením. Přistavěn byl viniční sklípek zahloubený do svahu. V severní části altánu vznikla podlouhlá místnost, využívaná především ke společenským událostem. Rekonstrukce skončila v červnu 2004, celkové náklady rekonstrukce dosáhly 20 milionů korun.  Objekt funguje jako kavárna a vinný šenk, konají se zde svatby a společenské akce.

### Pavilon

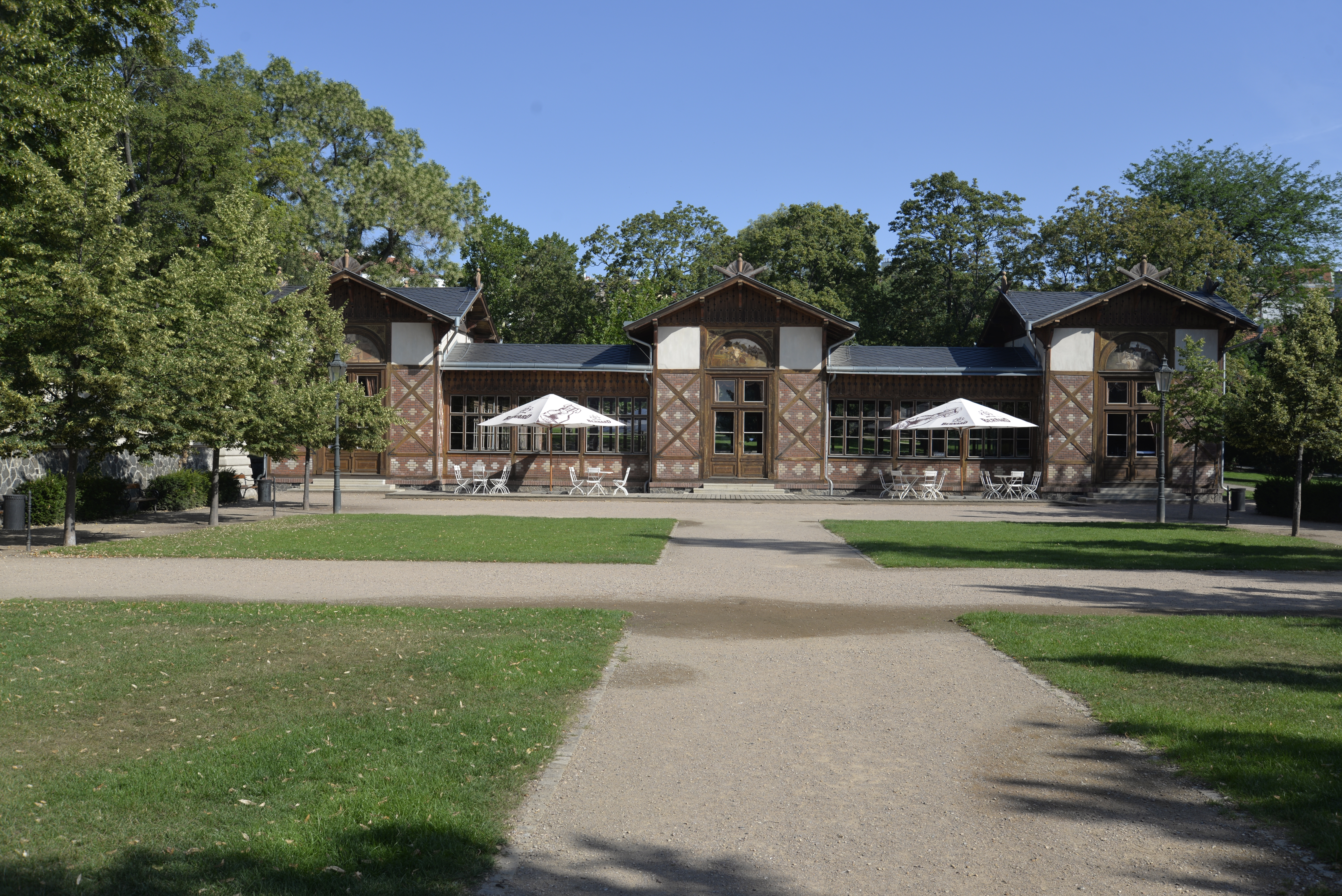
Pavilon v Havlíčkových sadech

Pavilon nacházející se v horní části parku byl vybudován v 70. letech 19. století podle návrhu Josefa Schulze. Měl představovat stavbu s humornou, lehkovážnou estetikou a být protipólem k důstojné a reprezentativní vile. Jako konstrukční materiál bylo převážně použito dřevo. Původně sloužil jako zahradní herna se střelnicí, kuželnou, šachovými stoly a dalšími atrakcemi, kde si mohli návštěvníci tehdejšího areálu odpočinout a odreagovat se. V době svého vzniku se skládal z hlavního jižního křídla se třemi věžemi a dvou bočních křídel, kolmo k hlavnímu. Východní křídlo sloužilo k provozování lukostřelby, v polovině 20. století bylo zbouráno a nahrazeno nevyváženým přístřeškem. Západní křídlo se dochovalo a dodnes se nazývá kuželník. Věže mají portály s lunetou a byly osazeny čtyřmi obrazy s figurálními výjevy. Všechny dřevěné konstrukce jsou z modřínového dřeva, v hlavním křídle jsou kazetové stropy, kuželník má odhalenou konstrukci stropu. Nástěnné malby mají asi minimálně dva autory – v západní a východní věži se soudí, že autorem byl Adolf Liebscher, kresby ve střední věži jsou zřejmě německé provenience. Malby jsou velmi oceňovány a zůstaly dobře zachovány. Pavilon také doplňovalo několik altánků, kterým se říkalo letní salónky. 

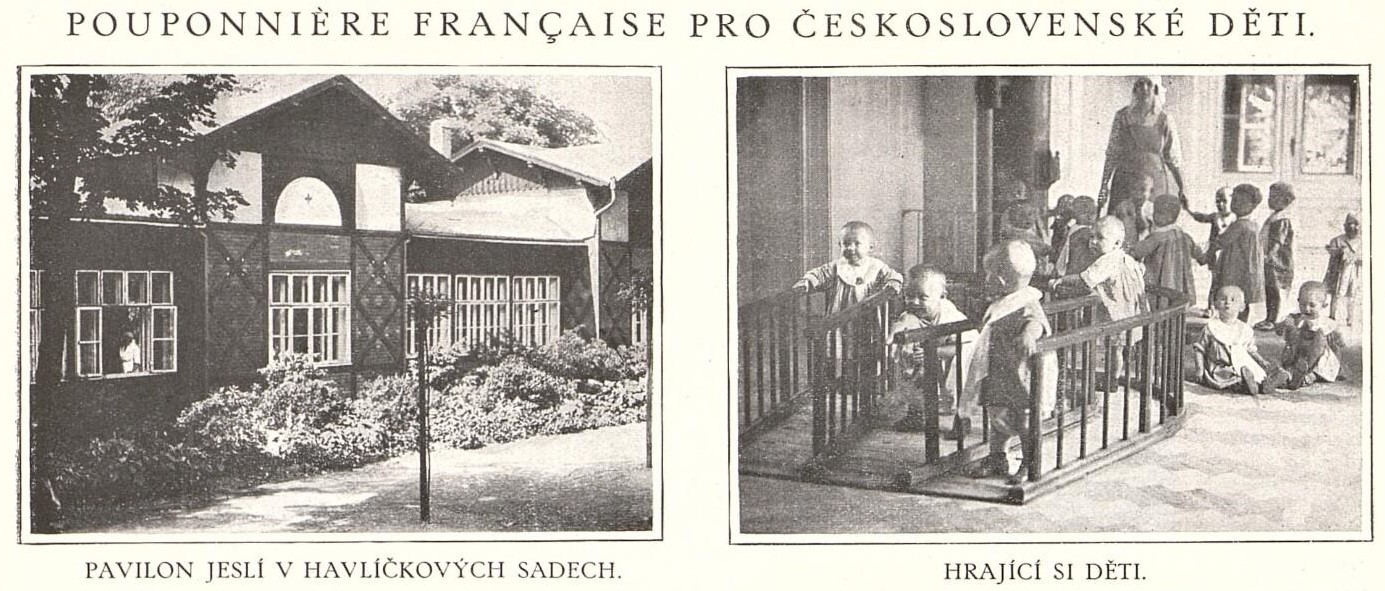
Francouzské jesle v Havlíčkových sadech, Praha, 1924

Roku 1918 Národní shromáždění vyhlásilo sesazení Habsburské dynastie. Péčí francouzské vojenské mise v Praze a pod patronací generála Pellého byly v říjnu 1919 v Pavilonu zřízeny moderní jesle s názvem "Jesle generála Pellé". Jesle měly dvě oddělení – první, v pravém a středním křídle sloužilo pro děti od 3 do 6 let v době 6:00 do 18:00. Jesle tvořila jediná místnost o 100 metrech čtverečních.Tato místnost obsahovala 25 postýlek, pár stolů a laviček, ale i hernu. Zvláštní místnost tvořila koupelna, kde mělo každé dítě vlastní žínku, ruční, hřeben a v sáčku prádlo. K oddělení patřila samostatná kuchyně, zvláštní mléčná kuchyně a prádelna. Zřízena zde také byla samostatná izolační místnost pro případ infekce.
Levá část budovy sloužila pro oddělení pro kojence, pro děti od 6 týdnů do roku a půl. Měly zde 35 postýlek. Také toto oddělení mělo samostatnou kuchyni i koupelnu. Všechny děti se jednou do týdne vážily a všechna podávaná strava byla pečlivě evidována. Na svou dobu byly tyto jesle označovány jako velmi moderní a umožňovaly i chudým rodičům vychovávat při práci zdravé děti. Jesle znovu fungovaly i po druhé světové válce. V rámci přestavby pro účely jeslí došlo k zazdění některých oken a dveří, zakrytí původní konstrukce, stropů a nástěnných maleb vestavbami příček a podhledy. V západním křídle přibyl nový vchod ze dvora, došlo k přestavbě východního křídla, byla přistavěna kotelna a sociální zázemí. Většina původních prvků – malby, okna, dveře i barevné cihly zůstaly zachovány.
V druhé polovině 20. století Pavilon několikrát upravovali – došlo ke zbourání východního křídla a jeho náhradě přístavbou, cihly natřeli na červeno, byly zazděny portály všech vstupů z jihu i severu, na některých místech kvůli instalacím bylo vybouráno původní zdivo. Pavilon ale celkově chátral a nakonec byl z bezpečnostních důvodů zavřen a chátrání se prohloubilo.
V roce 1989 převzala Pavilon v havarijním stavu, společně s celým areálem do vlastnictví městská část Praha 2. Původně se k jeho opravě zavázal CEELI Institut, o. p. s. Při průzkumu se však našly vzácné fresky a předpokládané náklady na opravu několikanásobně narostly, proto Pavilon převzala zpět Městská část Praha 2. Rekonstrukce proběhla podle projektu architekta Jiřího Javůrka, kterému se podařilo skloubit historii se současnou architekturou. Slavnostní otevření Pavilonu, jenž nyní slouží jako kavárna, a repliky původní historické kuželkové dráhy proběhlo v září 2009 při příležitosti vinobraní.

### Vivárium
V horní části zahrady proti Horní Landhausce stály dříve skleníky, kde se původně pěstovaly cizokrajné rostliny a dřeviny. Po první světové válce došlo k proměně velkého skleníku na salón vinohradských výtvarníků. Potřebám výtvarníků však nevyhovoval a v roce 1927 si ho pronajala Akvaristická společnosti Leknín v Praze, která je přeměnila na malou zoologickou zahradu nazvanou Vivárium. Chovali tam např. nilského krokodýla a tři aligátory štikohlavé, akvarijní rybičky, několik druhů opic a také lvici. V expozici byli také dva klokani, které přivezli fotbalisté Bohemians ze zájezdu do Austrálie a mají je dodnes ve znaku. Do založení Zoologické zahrady v Troji roku 1931 to byla největší sbírka cizokrajných zvířat v Praze. Dne 14. února 1945 došlo k bombardování Prahy Spojenci a přitom dopadlo několik bomb také do Havlíčkových sadů – jedna z nich zničila i Vivárium a zvířata utekla do parku. Zařízení už nebylo obnoveno, zvířata, která přežila, převzala zoologická zahrada v Tróji.

### Grotta

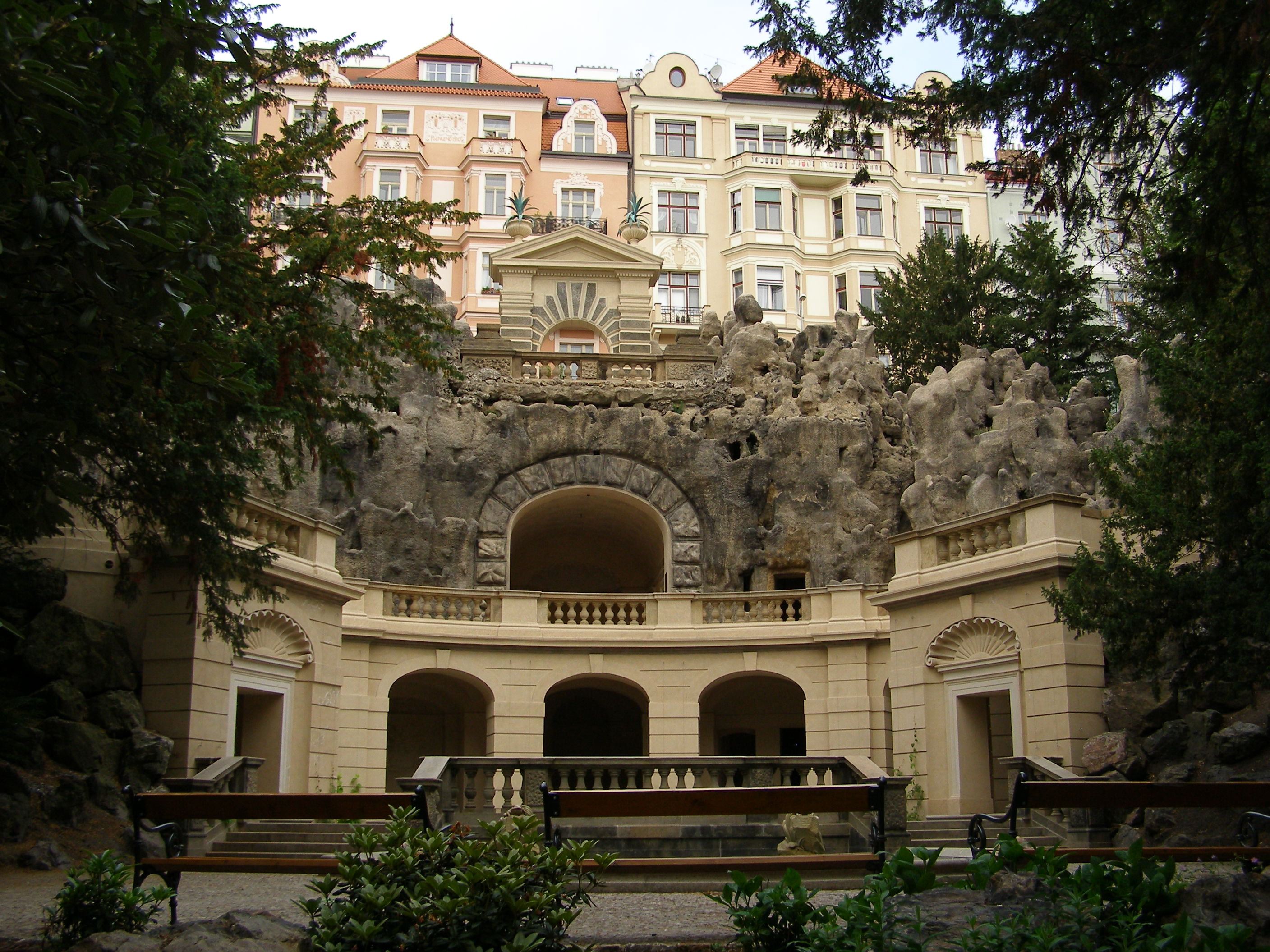
Grotta po obnově v letech 2010–2014

Umělá jeskyně (grotta) byla začleněna do parkového areálu jako romantizující prvek. Samotné stavbě předcházely studijní cesty architekta Antonína Barvitia, stavitele Havla a jeho asistenta do Itálie a Německa. Jako inspirace pro ně sloužilo především Berlínské akvárium, fontány v Kasselu a umělé skály v Zhořelci. Výstavba umělých skalek a jeskyň započala již v roce 1871 podle návrhu Antonína Barvitia, model celé stavby provedl zkušený pražský sochař Josef Vorlíček. Umělé skály byly provedeny z kvalitních cihel a cementové malty a omítnuty také cementem, tak aby připomínaly krápníky. V grottě vznikly i menší jeskyňky, zákoutí s kamennými sedátky, sály jako večeřadla. Na vrcholu stavby vznikla vyhlídková terasa a triumfální brána. V dolní části grotty je arkádová promenáda a vodní nádrž s fontánou. Uprostřed vodní nádrže je socha vládce moří Neptuna sochaře Bohuslava Schnircha. Není známa přesná datace, vytvoření sochy, Adamec ve své restaurátorské zprávě udává roky 1875–1877, Adamcová pak roky 1873–1875.  Socha je v pozici klečící a na ramenech nese muž rozevřenou mušli. Ve středu mušle leží krokodýl se zakloněnou hlavou a otevřenou tlamou. Hlava krokodýla funguje též jako fontána, ze které tryská voda vzhůru a dopadá na sochu. Socha i skalisko jsou vytesány z jemnozrnného okrového pískovce z lokality Boháňka. Ačkoliv je ve většině pramenů udáváno, že se jedná o sochu Neptuna, podle názoru restaurátorů a podle dalších znalců se ve skutečnosti jedná o sochu Tritóna.
Východně od grotty byl zřízen rybníček s přepadem. V okolí rybníčku jsou i betonové pařezy a také betonové kořeny, které tvoří obrubníky cesty a stupňů. Velké kameny o váze až 3 t pochází z Ďáblic a z Třebonic.
Mezi první a druhou světovou válkou byla v grottě zřízena restaurace, která nesla název V jeskyni či U Neptunovy jeskyně. V sezóně byly stolky v celém prostoru i na terasách, stoly měly slunečníky, k poslechu i tanci hrála živá hudba. Po druhé světové válce tady pokračoval provoz restaurace a kavárny, od roku 1946 byl nájemcem hostinský Karel Štěpán, v roce 1950 převzal provoz státní podnik, časem restaurace ukončila provoz. Grotta trpěla časem i vandalskými útoky, v letech 1973–1975 byla nákladně opravena jak samotná grotta, tak i fontána a socha Neptuna, brzy však areál znovu poškodili vandalové. V osmdesátých letech využívala prostor grotty mládež jako místo k popíjení alkoholu a užívání drog, později se zde usadili také bezdomovci. Z tohoto důvodu došlo k zazdění vchodů a oplocení areálu mřížemi. Zdi byly občas probourávány a mříže vylamovány.
Grotta byla kompletně rekonstruována (nákladem cca 40 milionů Kč) v letech 2010 až 2011. Rekonstrukce grotty zvítězila v krajském kole soutěže o cenu programu regenerace městských památkových rezervací a městských památkových zón za rok 2011. V soutěži Park a zahrada roku 2012 získala městská část Praha 2 za grottu Cenu děkana Zahradnické fakulty Mendelovy univerzity v Brně.
Sochu Neptuna převezli v roce 1974 kvůli restaurování do depozitáře na Kavčích horách. Po roce 1989 se ukázalo, že je nezvěstná, a policie po ní vyhlásila pátrání, nakonec byla po telefonickém oznámení nalezena na zámku Třebotov, nový majitel sochu koupil v dobré víře. Po jednáních byly podle sochy vyrobeny dvě kopie, jedna byla umístěna na zámek Třebotov, druhá zpět do grotty. Originál je uložen v budově Novoměstské radnice. V Grottě byly natočeny některé scény (netvorův zámek) filmu Panna a netvor z roku 1978.
V letech 1921 až 1923 sloužila jeskyně v Grottě také jako pozorovací místo České astronomické společnosti.
Od srpna roku 2020 je Grotta každoročním dějištěm Letního divadla v Grébovce pořádaného pražským Divadlem MA.

### Dětské hřiště

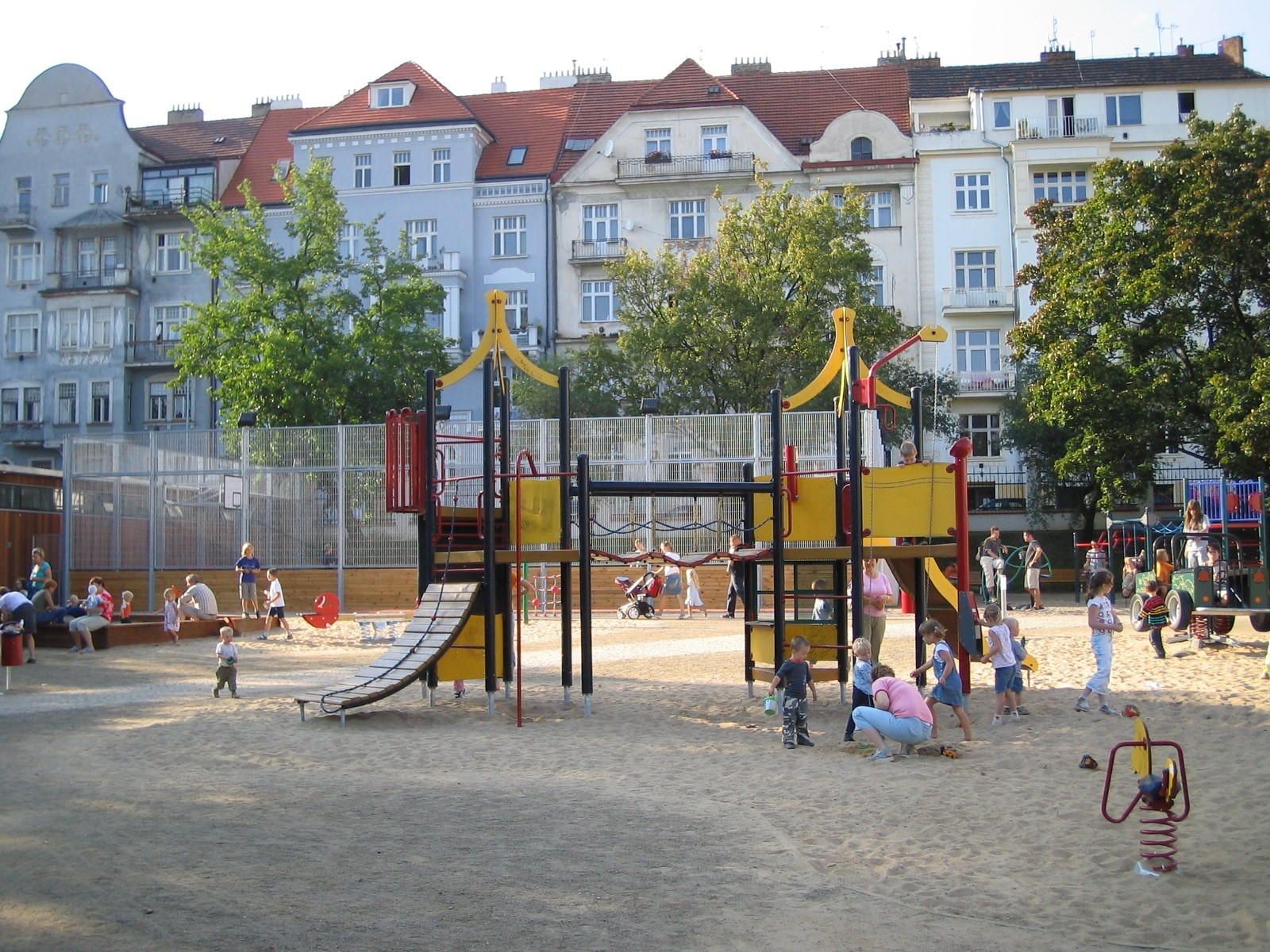
Zrekonstruované Horní hřiště

Dětské hřiště v horní části parku bylo zrekonstruováno, rozšířeno a uvedeno do provozu v roce 2006.
V jihovýchodní části parku se nalézá hřiště U Štiky.

## Další zajímavosti areálu
V okolí vily Grébovka byl též natočeny filmy Kozlonoh (1915) a Jak se budí princezny (1977).
U kruhové fontány je umístěna Lavička Petra Muka, je označena tabulkou s jeho jménem a daty narození a úmrtí.
U vchodu ze Žižkova je psí bouda na které je napsáno baron von Gröbe (hrabě z Grébovky)